# Giacomo Baradeo
Giacomo Baradeo (Tella, 490 circa – Edessa, 30 luglio 578) è stato un arcivescovo cristiano orientale siro, arcivescovo di Edessa di Osroene; fu il riorganizzatore della Chiesa ortodossa siriaca dopo lo scisma seguito al Concilio di Calcedonia.

## Biografia
«Baradeo» non è un cognome, ma un soprannome. Deriva dal sostantivo burde'ana, dalla barda'than, la coperta per cavallo che egli portava abitualmente sulle spalle. Da giovane entrò nel monastero di Pesiltà. Divenne discepolo di Severo di Antiochia, che lo convertì al monofisismo.
Fu elevato al seggio episcopale di Edessa nel 541 dal vescovo Teodosio I di Alessandria grazie all'imperatrice bizantina Teodora, che sosteneva la causa monofisita. La religione ufficiale e con essa l'imperatore Giustiniano, invece, condannava il monofisismo.
Giacomo percorse la Siria, l'Anatolia, l'Armenia e la Mesopotamia, inutilmente inseguito dai soldati dell'imperatore, ordinando sacerdoti, diaconi e vescovi. I prelati da lui ordinati formarono così la gerarchia da cui nacque la Chiesa ortodossa siriaca, chiamata in suo onore "Chiesa giacobita".
Morì a Edessa nel 578.
Le informazioni disponibili su Giacomo Baradeo provengono dalle opere del vescovo e storico Giovanni da Efeso.